# 寂天
寂天（じゃくてん、梵: Śāntideva, シャーンティデーヴァ、650年-700年頃）とは、南インド出身のインド仏教中観派の僧侶。
プトゥンの『仏教史』によると、南インドの王族の出身で、父王の死に際して出家を決意し、ナーランダー大僧院で学んだ。
その著作である『入菩提行論』は、インド後期仏教、及びチベット仏教に多大な影響を与えた。

## 著作
- 『入菩提行論』(Bodhicaryāvatāra)
- 『学処集成』(Śikṣāsamuccaya)